# La Princesse (film)
Pour plus de détails, voir Fiche technique et Distribution.
La Princesse (Adj király katonát) est un film hongrois réalisé par Pál Erdöss, sorti en 1983. 
Le film remporte la Caméra d'or au Festival de Cannes 1983.

## Fiche technique
- Titre original : Adj király katonát
- Titre français : La Princesse
- Réalisation : Pál Erdöss
- Scénario : István Kardos
- Photographie : Lajos Koltai, Ferenc Pap et Gábor Szabó
- Montage : Klára Majoros
- Musique : Gyula Fekete, Miklós Fenyõ, György Jakab, Gyõzõ Kemény et László Pásztor
- Direction artistique : András Gyürki
- Costumes : Zsuzsa Pártényi
- Pays d'origine : Hongrie
- Format : Noir et blanc - Mono
- Genre : drame
- Date de sortie : 1983

## Distribution
- Erika Ozsda : Jutka
- Andrea Szendrei : Zsuzsa
- Denes Diczhazi : Peter
- Árpád Tóth : Andras
- Lajos Soltis : Le camionneur